# Souk El Halfaouine
Le souk El Halfaouine (arabe : سوق الحلفاوين) est l'un des souks de Tunis.

## Localisation

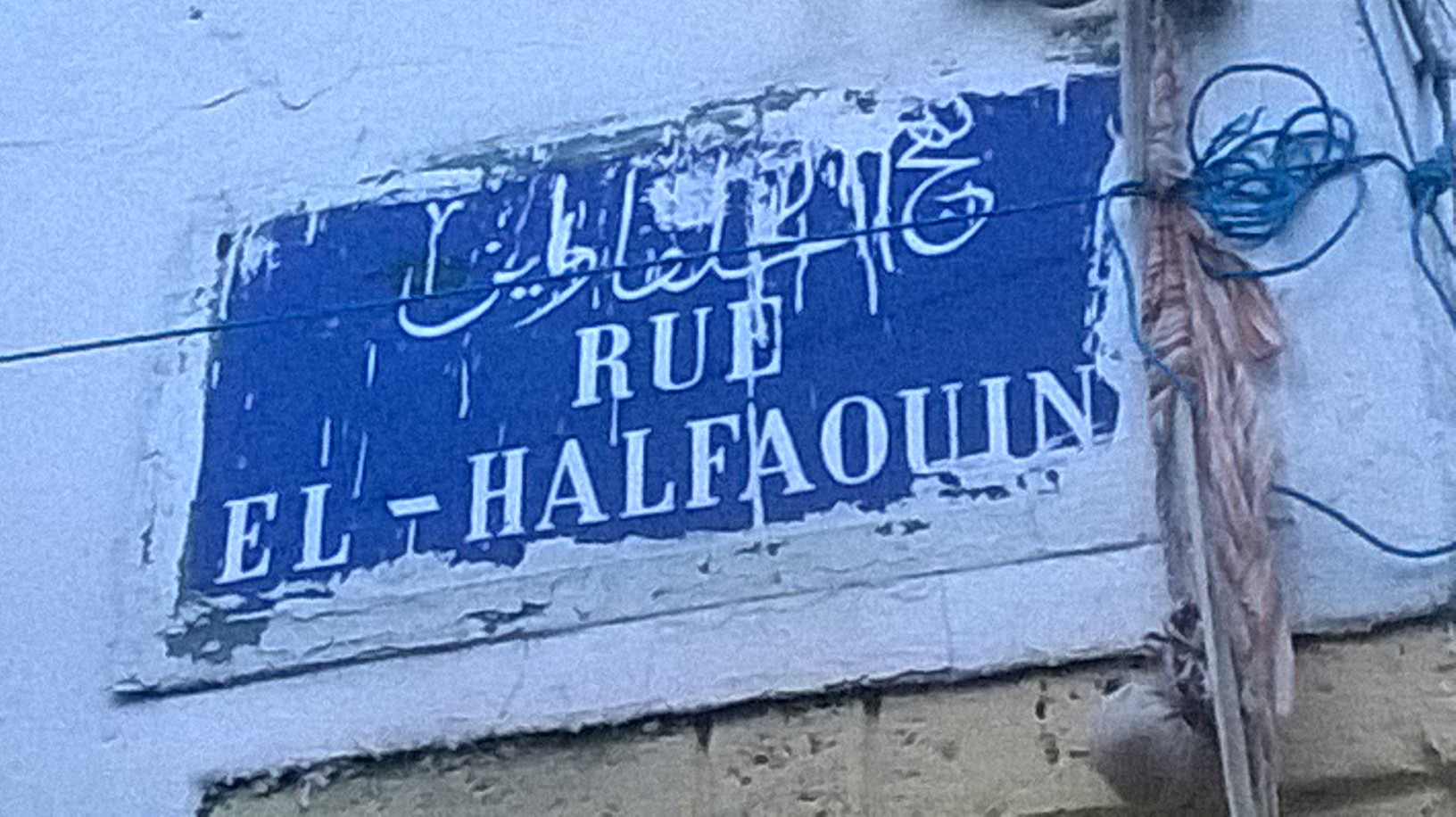
Plaque métallique indiquant la rue El Halfaouine

Situé dans le faubourg nord de la médina de Tunis, près de Bab Souika, il se trouve sur la rue El Halfaouine, au niveau du quartier populaire du même nom, sur une longueur de 800 mètres.

## Étymologie
La dénomination d'El Halfaouine est en rapport avec les vendeurs d'alfa installés dans cette zone ; cette plante est utilisée pour la fabrication des couffins traditionnels (arabe : القفة).

## Historique
Il est édifié à l'époque hafside (1128-1535).
De nos jours, on y trouve des marchands de makrouds, de biscuits et de citronnade.

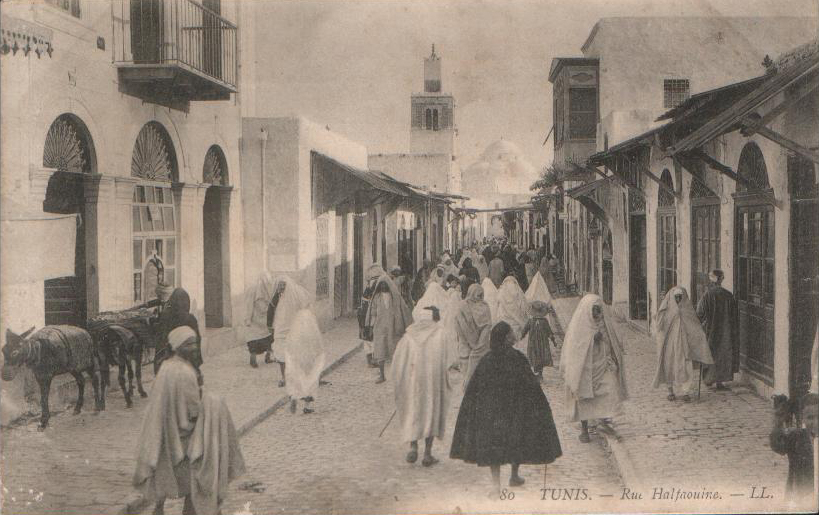
Vue du souk en 1900
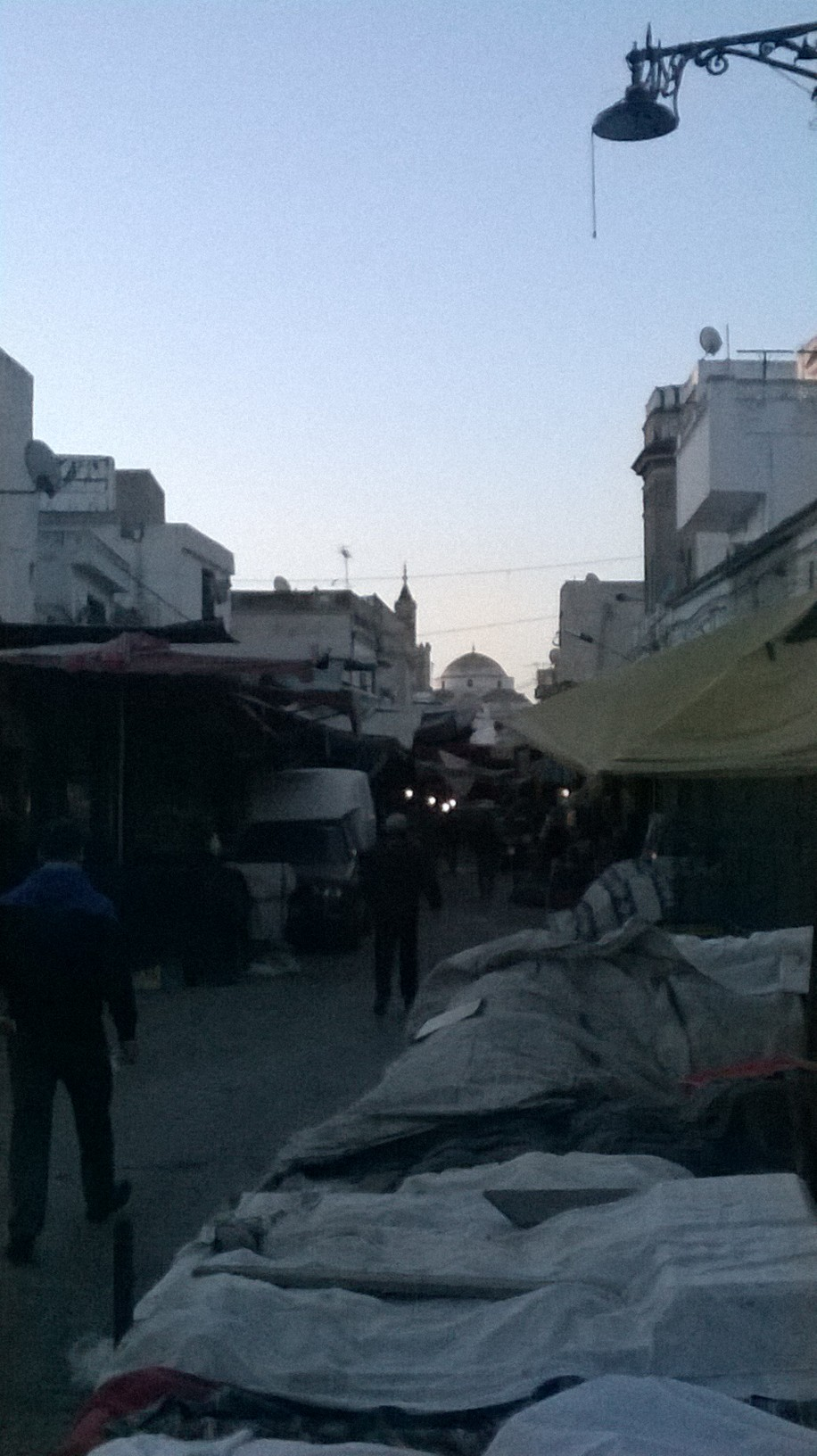
Vue du souk en 2016

## Monuments
La mosquée Saheb Ettabaâ et le palais de Mustapha Khaznadar se trouvent au sein de ce souk. On y trouve aussi les mosquées Abi Mohamed El Morjani et Sidi Bellagh.

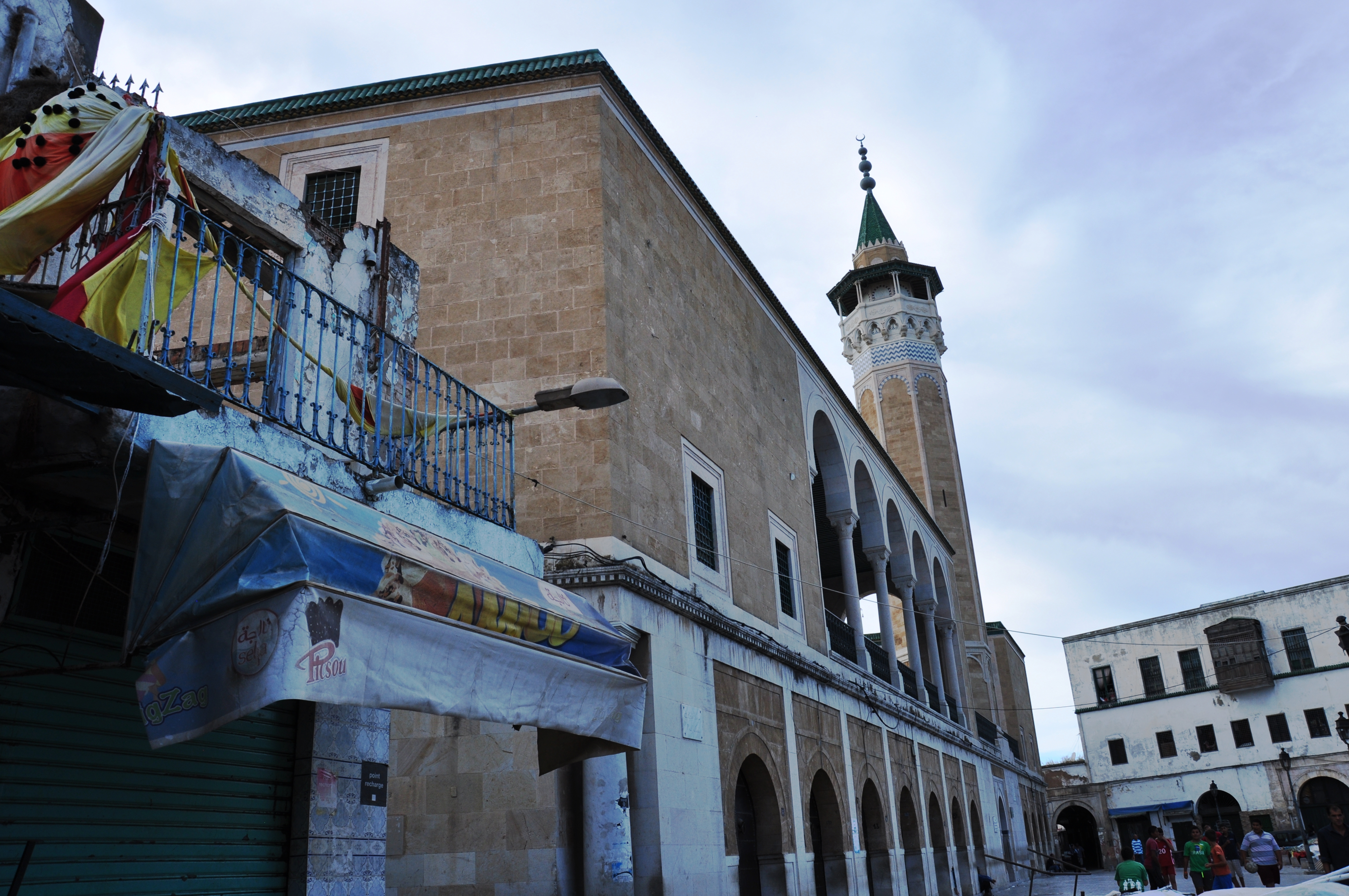
Vue de la mosquée Saheb Ettabaâ
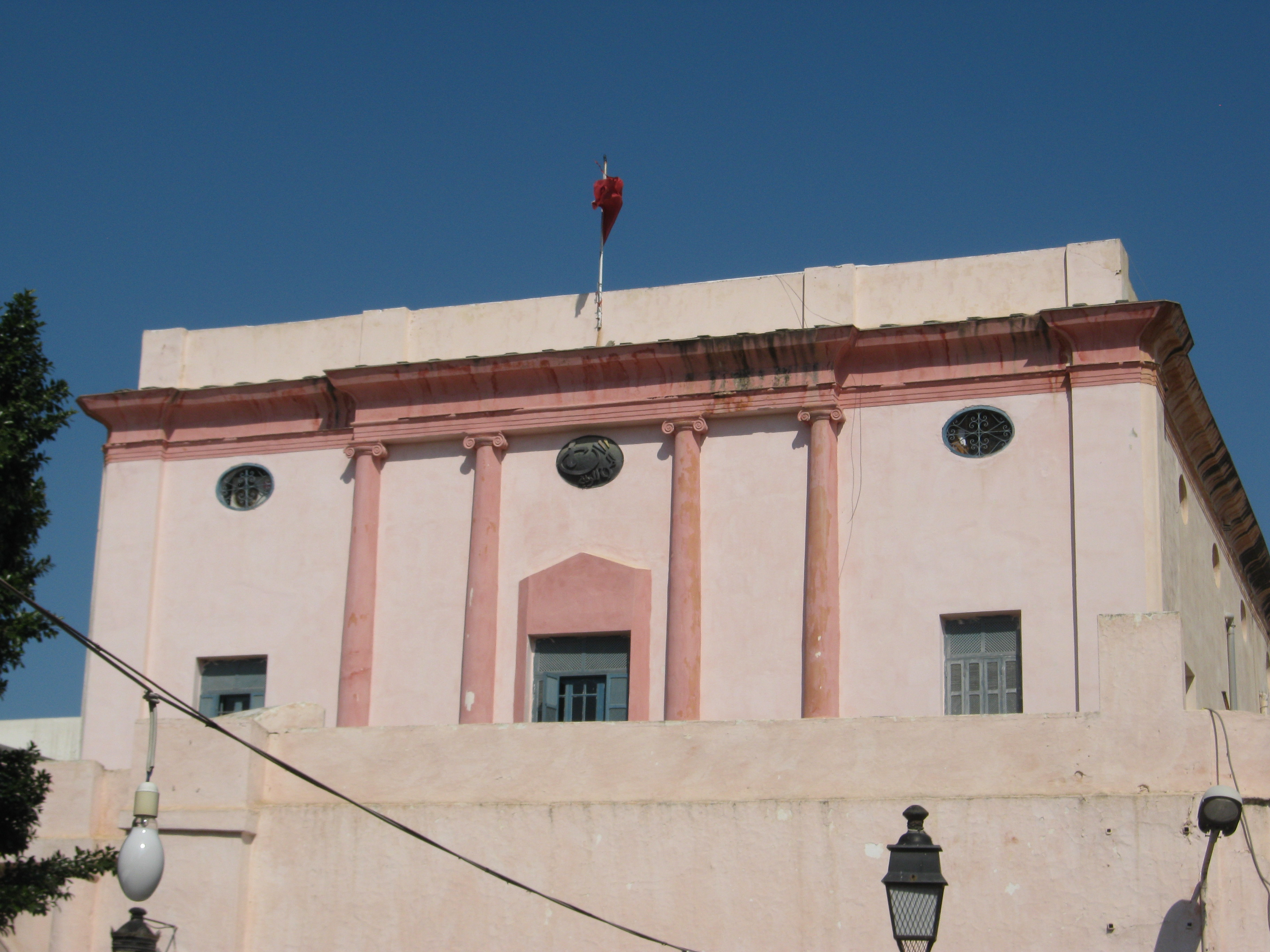
Vue du palais de Mustapha Khaznadar
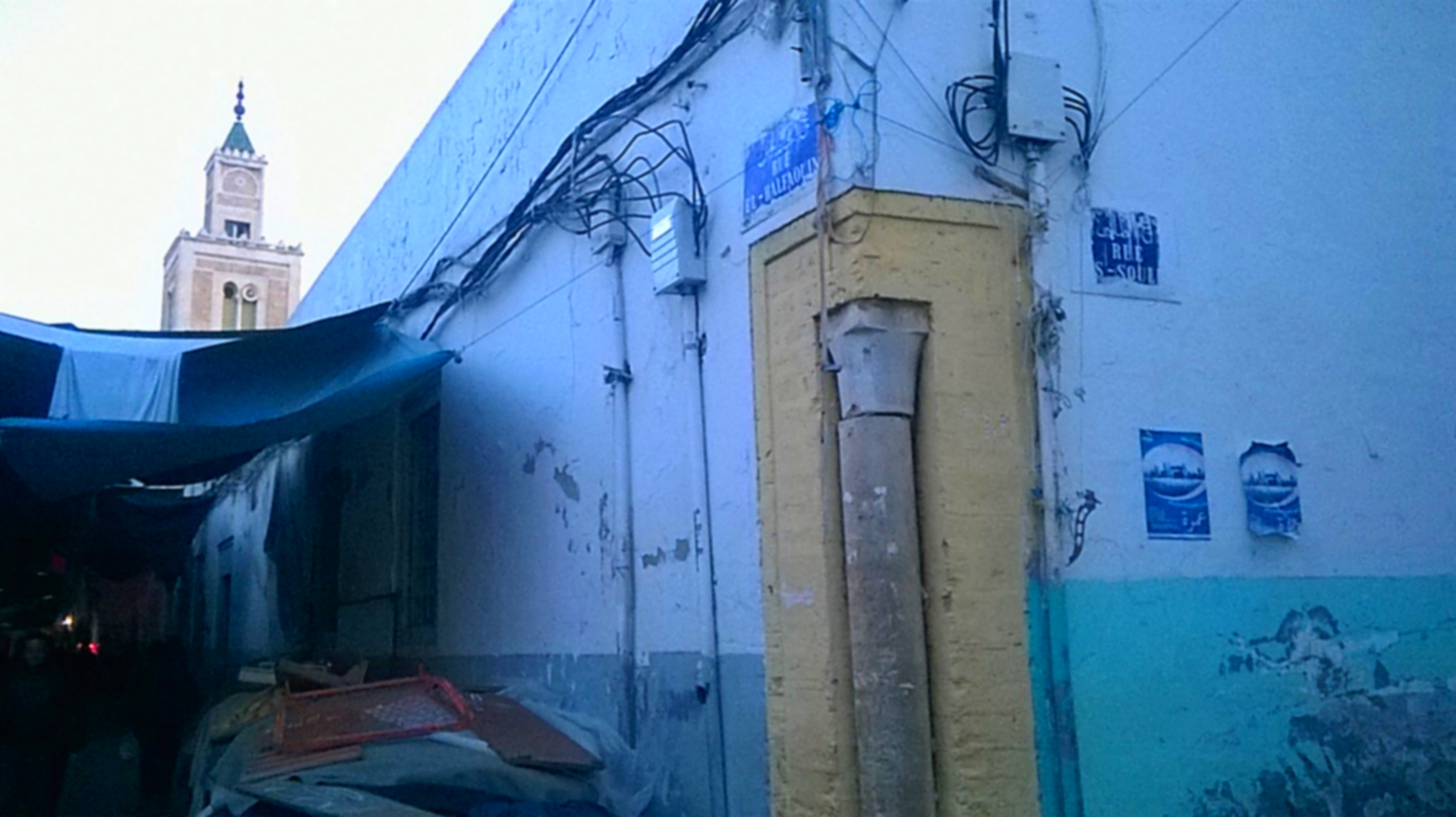
Mosquée Abi Mohamed El Morjani
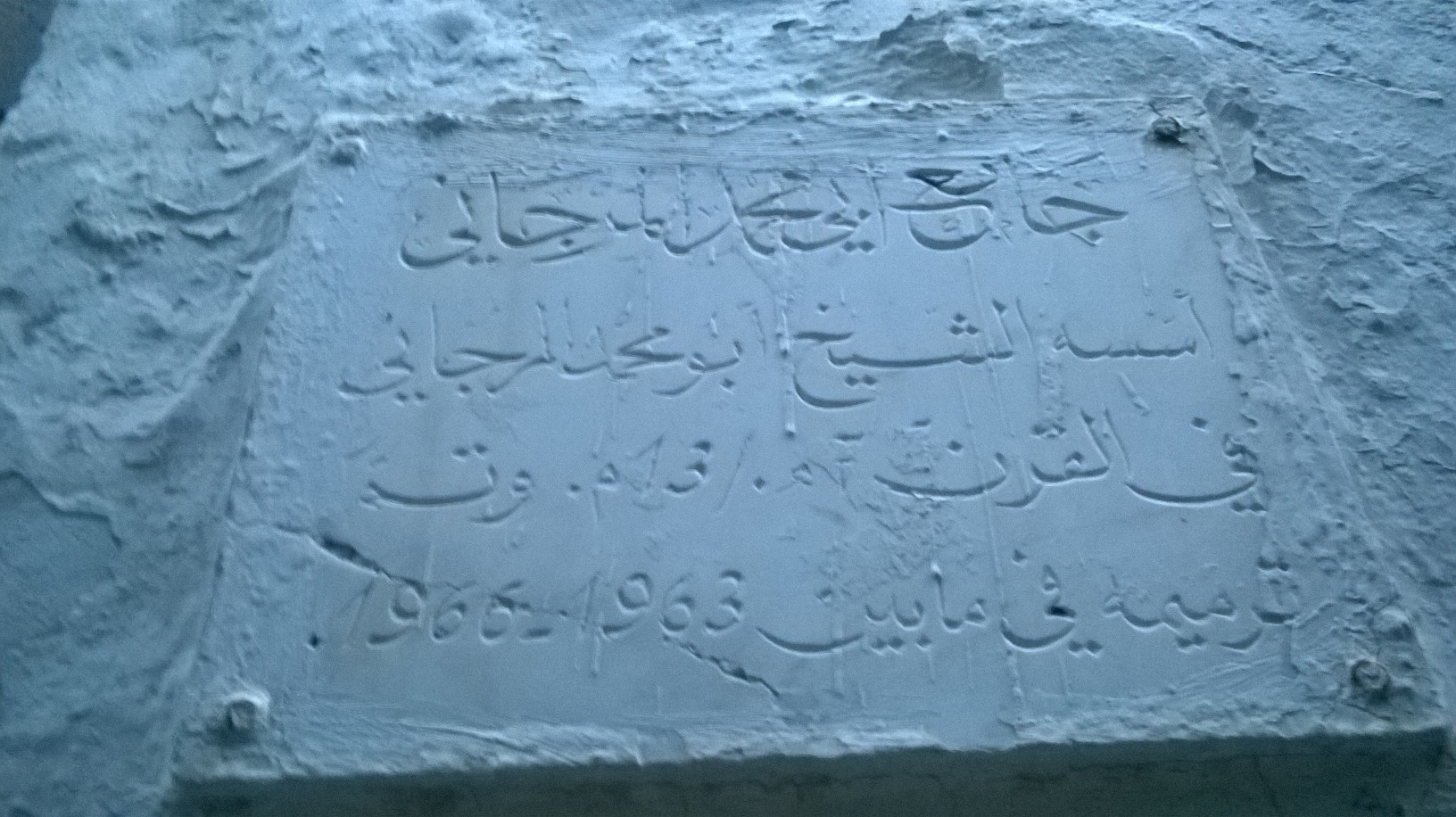
Mosquée Abi Mohamed El Morjani : plaque commémorative
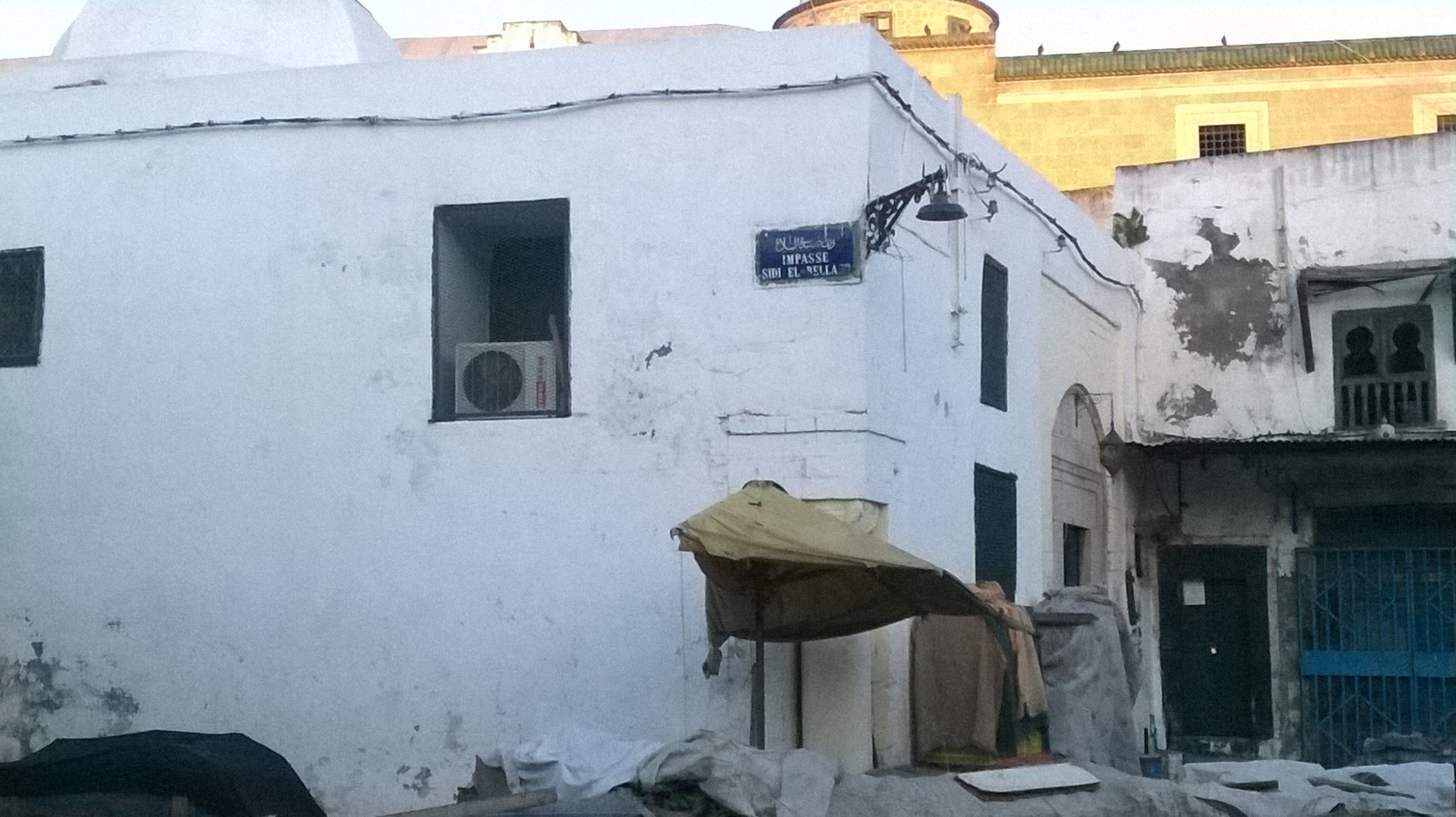
Mosquée Sidi Bellagh
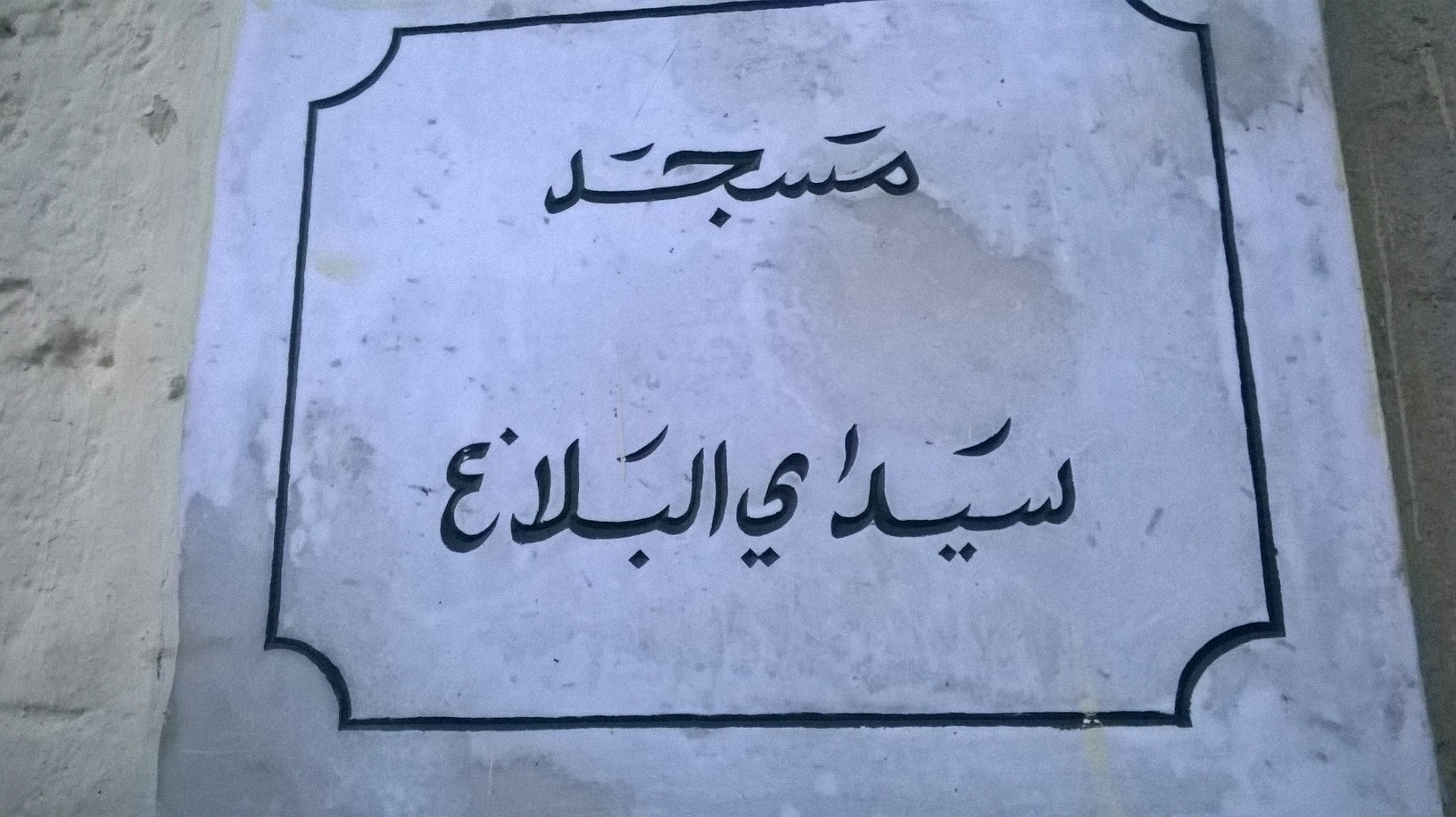
Mosquée Sidi Bellagh : plaque en marbre

## Cinéma
Il est le lieu de tournage du film Halfaouine, l'enfant des terrasses de Férid Boughedir dans les années 1990.